# Подписные издания
«Подписны́е изда́ния» — независимый книжный магазин в Санкт-Петербурге, расположенный в Новом Пассаже на Литейном проспекте, 57. Магазин был открыт в 1926 году и работал по подписной модели, к 1940-м имел свыше 200 тысяч подписчиков и являлся вторым по популярности книжным города после «Дома Книги» в доме компании «Зингер». После распада СССР магазин вышел на свободный рынок и стал заключать собственные прямые торговые договоры. С 1979 года директором магазина была Галина Ермакова, в 2012 году управление перешло к её внуку Михаилу Иванову.
«Подписные издания» также работают как издательство и участвуют в инициативах, направленных на развитие книготорговли в России, а также благотворительных проектах. В магазине на Литейном постоянно проходят книжные презентации, встречи с писателями и деятелями культуры.

## История
«Подписные издания» открылись в Ленинграде в 1926 г. в период НЭПа, в магазине оформляли подписки на книги, литературные журналы, многотомные энциклопедии, а также предлагали ассортимент на свободную продажу. Согласно сохранившимся документам о деятельности за 1939 год, уже тогда в «Подписных» проходили встречи с издателями и авторами. До Второй мировой в картотеке подписчиков было 200 тысяч человек, магазин предлагал доставку изданий по почте. В годы войны дважды были разбомблены здания, где находился магазин, но он продолжал работать даже в блокаду Ленинграда. С 1945 по 1952 годы директором «Подписных» был Семён Михайлович Рабинович, с 1952-го по 1975-й — Анастасия Леонтьевна Василевская. При ней в 1958 году магазин переехал в Новый Пассаж на Литейном проспекте, 57. «Подписные» были вторым ведущим книжным города. По воспоминаниям современников, в 1970-х и 1980-х очередь за книгами Дюма, Достоевского и Жюля Верна занимали с ночи. Магазин имел звание «Образцовое предприятие торговли» и Красное Знамя от Министерства культуры СССР, а в 1972 — звание «Магазин коммунистического труда».
В 1979 году директором магазина стала Галина Антоновна Ермакова, выпускница ленинградского Книготоргового техникума и Московского полиграфического института. Со временем работать в «Подписных» стали и её дочь Алла Иванова с мужем. Тогда в магазине появились отделы букинистики и книгообмена. В 1992 году коллектив «Подписных» зарегистрировал товарищество с ограниченной ответственностью, а в октябре 1994 выкупил предприятие. В тот период количество подписок на литературу, ранее недоступную для российского читателя, достигало рекордных значений: например, на книги Джона Руэла Толкиена подписались 60 тысяч человек (по другим сведениям — до 150 тыс.), а сборники Иосифа Бродского — 9 тыс. За последующие 20 лет семья Ермаковой и Ивановых выкупила доли остальных сотрудников.
После 2008 года из-за тяжёлой финансовой ситуации магазину пришлось сдать в аренду помещения второго и первого этажей, оставив себе только 80 м² под выдачу книг по подписке.
В 2012 году внук Галины Ермаковой и сын Аллы Ивановой Михаил Иванов решил «перезапустить» магазин, обновив его и полностью изменив концепцию. На тот момент «Подписные» работали в убыток и имели свыше 1 млн рублей долгов перед поставщиками. Под руководством Иванова в магазине сделали ремонт и полностью изменили дизайн и наняли новый персонал, в помещении разместили небольшое кафе и зону для чтения. Средства на перезапуск магазина предоставила его бабушка Галина Ермакова, она осталась владельцем 93 % «Подписных», а юридическое лицо, занимающееся закупкой книг, принадлежит его матери Алле. На момент открытия в 2012-м в магазине было представлено 3500 книжных наименований. За два года каталог магазина расширили до 20 тысяч наименований, параллельно убрав из ассортимента «бульварную» и низкокачественную литературу.
С 2013 года «Подписные» стали выпускать сувениры: открытки, магниты, значки, канцелярские товары. К 2016-му они составили до 20 % ежегодной прибыли. В январе 2014 года в ассортименте появился самиздат: журналы издательства Print-o-holic, фотокниги независимых авторов, журналы из лондонского Ti Pi Tin и Украины. В 2015-м запустили интернет-магазин.
В 2016 году выручка «Подписных изданий» составила 74,5 млн рублей. В июле 2017-го открылся второй зал, в нём разместили литературу на иностранных языках и дополнительные зоны для чтения. В 2019-м ежедневное число посетителей достигало 1000 человек. С 1 декабря 2020 в магазине заработал второй этаж, благодаря чему общая площадь помещения выросла почти в пять раз. На втором этаже открыли полноразмерное кафе и разместили детскую зону.
К 2021 году в штате магазина работало около 80 человек, а ассортимент книг достиг 30 тысяч: среди них издания по истории, искусству, краеведению, гуманитарным наукам, художественная и детская литература, поэзия. Иванов надеется расширить его до 45 тысяч. В октябре 2021-го открыли новый зал площадью почти 100 м² на первом этаже, после чего общая площадь магазина достигла 835 м².
За 10 лет после «перезапуска» магазин стал важным культурным центром города, сформировав собственную аудиторию и сообщество любителей литературы. С 2014 года в «Подписных» проходят книжные премьеры, лекции и встречи с писателями. Сотрудники магазина ведут аккаунт «Подписных» в Instagram, где публикуют краткие описания и аннотации к книгам в сопровождении собственных фотоснимков и видео, выкладывают новости и ведут тематические проекты. К началу 2021 года на аккаунт магазина были подписаны свыше 212 тыс. человек.
В конце апреля 2022 года магазин начал сбор букинистических изданий, чтобы создать для них специализированный отдел.
23 января 2023 года «Подписные» официально сообщили о новом расширении: осенью 2022-го закрылся магазин «Академкнига», проработавший по соседству, на Литейном, 57, более 80 лет. После выезда книжного его помещение выставили на торги. Узнав о закрытии «Академкниги», представители «Подписных» поставили себе целью не допустить, чтобы в «пространстве исторического книжного, много лет бывшего нашим соседом, открылся очередной ночной клуб, ресторан или стрип-бар», и решили создать в нём букинистический книжный. На аукционе в конце 2022-го им удалось выкупить помещение, с января начался ремонт, параллельно шла работа по поиску и созданию ассортимента. Уже в марте в «Академкниге» провели выставку «24 слова», приуроченную к выходу одноимённого издания. 17 мая 2023 года состоялось открытие: по словам создателей, к тому моменту в ассортименте магазина сложилась коллекция художественной литературы и книг по искусству, выделен отдельный стеллаж «Редкие книги» для изданий в единичном экземпляре.

## Издательство
С 2017 году «Подписные издания» основали одноимённое издательство. Первой его книгой стали «Диалоги» с режиссёром Александром Сокуровым, выпущенные совместно с проектом «Открытая библиотека». После неё вместе с «Открытой библиотекой» и журналом «Искусство кино» «Подписные» издали «Рабочие тетради» Ингмара Бергмана. В 2018 году вышла «Архитектура в венецианской живописи Возрождения» — перепечатка диссертации Сергея Бодрова-младшего. В 2021 году вышел путеводитель по фильму Геннадия Шпаликова «Долгая счастливая жизнь. Инструкция для начинающих», сборник, включающий книги Аллена Гинзберга «Вопль» и «Кадиш». В 2022 вышла «Штора нянюшки Лагтон»
Вирджинии Вулф, сборник рассказов «Птицы Америки» Лорри Мур и новая редакция «Делать фильм» Федерико Феллини. Издательская программа «Подписных» сосредоточена на гуманитарном интеллектуальном нон-фикшн и художественной литературе.
В 2020 году «Подписные издания» выпустили собственную газету под названием «Книги у моря». Первый выпуск под названием «Море волнуется раз» напечатали тиражом в 10 тысяч экземпляров, в него вошли рассказ Салли Руни «Нормальные люди», интервью с писателем Александром Стесиным, статьи Линор Горалик, Леонида и Галины Юзефовичей и другие.

## Проекты
В марте 2013 года совместно с фондом AdVita магазин провёл благотворительную распродажу детской литературы: купленные со скидкой издания передали в онкологические и гематологические детские центры.
В 2017 году Михаил Иванов стал соучредителем бара Black Books на Пяти углах, созданного по мотивам одноимённого сериала и проработавшего больше полутора лет.
В 2019 году «Подписные» выступили генеральным партнёром краеведческого фестиваля «Крайкон». Осенью 2018-го сотрудники магазина подписали открытое письмо российских книжников в поддержку задержанных по «Московскому делу».
Совместно с каналом «Ещёнепознер» Николая Солодникова «Подписные» создали литературный проект «Закладка».
В июле 2018 года «Подписные» запустили социальный проект «Книжный центр Петербурга», для которого создали карту книжных магазинов города. Эту карту разместили на рекламных стендах в разных районах, а в форме плакатов раздавали бесплатно в магазине.
В 2019 году для поддержки книгоиздания и распространения книг команда «Подписных» учредила АНО «Культурная и Книжная инициатива». 21 октября 2021 года от лица этого общества был объявлен конкурс грантов в поддержку петербургских издательств. По его результатам, авторы 10 лучших проектов получили по 100 тыс. рублей на их реализацию. Победителей назвали в марте 2022, среди них: «Сто метров вокруг дома» Ольги Кушлиной, «Путеводитель по стилям советской архитектуры Ленинграда» Дмитрия Козлова, «Образ Фаворского» Елены Муриной и другие.
В июле 2021-го, к столетию Леонида Иванова, вместе с футбольным клубом «Зенит» «Подписные» запустили литературный проект, в рамках которого на тематический раздел клубного сайта выкладывали истории о игроках и тренерах «Зенита».
С августа по октябрь 2021 года «Подписные» принимали участие в проекте «Полярный буккроссинг». Посетителям предлагали купить книги со скидкой в 10 % и положить её в специальный бокс, откуда впоследствии их отправили на антарктические и арктические станции, ледовые базы и исследовательские суда.
Также в октябре 2021 года Михаил Иванов выступил с инициативой об отмене НДС для книжных магазинов и издательств с оборотом меньше 2 млрд рублей в год, следуя примеру принятого летом 2021-го закона для кафе и ресторанов.
Весной 2022 года Иванов вошёл в рабочую группу по перезапуску книжного магазина в «Доме Зингера», закрытого 21 марта 2022-го.

## Благотворительные аукционы
С 2020 года «Подписные издания» стали проводить благотворительные аукционы через свои аккаунты в Instagram и Telegram. В 2020 году совместно с фондом AdVita на торги выставили коллекционный альбом Annie Leibovitz, выпущенный в 2014 году издательством Taschen.
1-2 марта 2021 года «Подписные издания» провели благотворительный аукцион в поддержку проекта Никиты Кукушкина «Помощь». На торги была выставлена личная библиотека журналиста Леонида Парфёнова из 452 томов, её выкупили за 500 тыс. рублей.
30 марта 2022 года «Подписные» выставили на аукцион сборник стихотворений Иосифа Бродского A Part of Speech, выпущенный в США в 1980-м и подписанный самим автором. По итогу торгов книгу продали за 1 млн рублей. Средства от продажи были поделены между благотворительными организациями «Ночлежка», AdVita и «Антон тут рядом».

## Цензура и запреты
В 2025 году, в рамках анти-ЛГБТ-кампании в ходе вторжения в Украину, российская полиция провела обыск и оштрафовала магазин книг «Подписные издания» на 800 тысяч рублей из-за продажи им книг с «ЛГБТ-пропагандой». Все эти книги были выпущены издательством Ad Marginem — роман «Тело каждого» Оливии Лэнг и «О женщинах» и «Против интерпретации и другие эссе» Сьюзен Зонтаг.